# Lillebror Nasenius
Lars Lillebror Nasenius, född 24 november 1940 i Köping,Västmanlands län , död där 8 april 2006, var en svensk rallyförare.
Nasenius körde internationell rally med Opel. Hans främsta merit är totalsegern i europamästerskapet 1966.